# HD43408
HD43408 — хімічно пекулярна зоря спектрального класу B9, що має видиму зоряну величину в смузі V приблизно  8,0.
Вона знаходиться у сузір'ї Оріона  й  розташована на відстані близько 1230,8 світлових років від Сонця. Дана зоря віддаляється від Землі зі швидкістю близько 35 км/сек.

## Пекулярний хімічний вміст
Зоряна атмосфера HD43408 має підвищений вміст Eu.